# 环论
抽象代数中，环论（英語：Ring Theory）是針對一種稱為环的代数结构之研究，环類似可交換群，有定義運算「+」，此外又定義另一種運算「·」（此處的「+」和「·」不一定是一般的加法及乘法，但和在整數中定義的加法及乘法有類似性質）。环论研究環的結構、環的代數表現方式（或稱為模）、特殊的環（例如群環、除环、泛包絡代數等），也包括一些和环论有關的定理以及其應用，例如同調代數、及PI環。
交换环是指其中運算「·」符合交換律的环，本身比較容易理解。代数几何及代數數論中有許多交换环的例子，也帶動了交换环理論的發展，這部份後來稱為交換代數，是現代數學中的主要領域之一。代数几何、代數數論及交換代數在本質上連結的非常緊密，因此有時很難去區分某特定數學原理屬於哪個領域。例如希尔伯特零点定理是代数几何的基本定理，但是陳述及證明時都是以交換代數的方式進行。而费马大定理問題的形式是以基本的算术方式（屬於交換代數的一部份）呈現，但其證明用到很深的代数几何及代数數論。
非交換環是指其中運算「·」不符合交換律的环，會有一些和交换环不同的的特殊特性。非交換環此一數學概念本身也在進展，而近來的也有一些研究將特定的非交換環以幾何的方式表示，例如在（不存在的）非交換空間下的函数環。這種趨勢自1980年代開始發展，也和量子群的出現同時。目前對非交換環已有多一些的認識，尤其是非交換的諾特環。
在「环 (代数)」條目中，有環的定義以及其基本的概念及性質。

## 一些有關的定理
一般：
- 环上的同构基本定理
- 中山引理

結構定理:
- Artin–Wedderburn theorem確認半單環的結構。
- 雅各布森密度定理（英语：Jacobson density theorem）確認本原環（英语：Primitive ring）的結構。
- 戈爾迪定理（英语：Goldie's theorem）確認半素（英语：semiprime ideal）戈爾迪環的結構。
- Zariski–Samuel定理（英语：Zariski–Samuel theorem）確認可交換主理想環的結構。
- Hopkins–Levitzki定理（英语：Hopkins–Levitzki theorem）提出了諾特環是阿廷環的充分必要條件。
- 森田等價包括了許多定理可以確認二個環之間是否有個等價關係。
- 韦德伯恩小定理提出每一個有限整環都是域。

## 腳註
1. ↑  Goodearl, K. R., Warfield, R. B., Jr., An introduction to noncommutative Noetherian rings. London Mathematical Society Student Texts, 16. Cambridge University Press, Cambridge, 1989. xviii+303 pp. ISBN 0-521-36086-2